# Proposta de reforma da Previdência do governo Michel Temer
A reforma da previdência no governo Michel Temer foi uma proposta de reforma iniciada em 2016 com a PEC 287/2016, que propunha alterações no sistema previdenciário brasileiro, modificando as regras de aposentadoria, em razão da expectativa de vida média da população (75,5 anos), a tendência de redução da população em idade ativa, entre outros aspectos. O objetivo da reforma, segundo o governo, era combater a crise econômica no país.
A tramitação da reforma foi suspensa pelo governo em 2018, tanto pela falta de votos (apoio no Congresso) como também pela intervenção federal no Rio de Janeiro, cujo período de vigência impede, por força de lei, que a reforma fosse aprovada.
A PEC 287 propunha que todos — exceto militares (que não estão nesta Reforma) — teriam as mesmas regras de aposentadoria: trabalhadores da iniciativa privada, Políticos e Servidores Públicos, inclusive os de alto escalão, da União, Estados e municípios, vão se aposentar aos 65 anos (homens) e 62 anos (mulheres), com valor do benefício limitado ao Teto do INSS (R$5531), além de aumentar o tempo de contribuição para 40 anos para que o trabalhador receba a aposentadoria integral (cujo valor máximo, em 2017, é 5 531,31 reais) O tempo mínimo de contribuição à Previdência aumentaria 67% para Servidores Públicos, passando de 15 para 25 anos, mas foi mantido em 15 anos para trabalhadores da iniciativa privada. Vale lembrar que estes números podem mudar toda a hora devido ao debate existente em torno da proposta.
A PEC 287/2016 também propõe uma "regra de transição" para os trabalhadores regidos pela legislação atual, no sentido de mitigar efeitos adversos sobre direitos adquiridos.

## Críticas
Segundo a Associação Nacional dos Advogados da União (Anauni) e a Associação Nacional dos Auditores Fiscais da Receita Federal do Brasil (Anfip), "a Reforma da Previdência, nos termos propostos na PEC 287/2016, "implode o Estado do Bem Estar Social brasileiro trazido pela Carta Magna de 1988, ao promover mudanças profundas tendo como paradigma a "ditadura demográfica", da mudança da pirâmide etária." Ainda segundo as entidades, o governo não apresenta medidas de ajuste pelo lado das receitas, tais como redução das isenções e renúncias previdenciárias; também não melhora os serviços de fiscalização, não agiliza a cobrança da dívida ativa previdenciária, concentrando-se "apenas na redução das aposentadorias, na restrição das pensões e no aniquilamento da assistência social, devida a idosos e deficientes." Os advogados da União e os auditores fiscais da Receita Federal também reafirmam e atestam que as áreas que constituem a Seguridade Social (Previdência, Saúde e Assistência Social) estão cobertas por orçamentos superavitários". Todavia, ocorre que o governo tem retirado recursos da seguridade "para bancar juros e amortização da paquidérmica dívida pública".
A Anfip diz, ainda, que o governo utiliza indevidamente, desde os anos 1990, recursos das contribuições sociais para pagar juros da dívida pública por meio do mecanismo da Desvinculação de Receitas da União (DRU). Isso permite ao governo gastar dinheiro de uma área em outra. "O governo contraria a Constituição ao utilizar recursos das contribuições sociais para pagar a dívida pública. Se quer mexer nos direitos, tem de mostrar dados verdadeiros", declara a presidente da Fundação Anfip, Maria Inez Rezende Maranhão.
Segundo a Análise da Seguridade Social 2015, publicada pela Anfip, o governo insiste em fazer ajustes mediante a redução de direitos sociais e dos serviços públicos prestados à sociedade, ou seja, mediante redução das despesas primárias (que são todas as despesas do governo, exceto as financeiras, isto é, juros e encargos da dívida), a fim de destinar mais recursos ao pagamento do serviço da dívida. Para a Anfip, o governo ignora outras medidas que poderiam resultar em maior justiça social e melhor distribuição da carga tributária — tais como a taxação de grandes fortunas ou das maiores heranças. Uma minoria da população, que sempre ganhou muito, mesmo em contextos de crise econômica, está submetida à menor carga tributária direta (aquela que incide sobre patrimônio, os juros e os lucros). "Os gastos financeiros — e não os gastos sociais — representam o maior gargalo das contas públicas." A conta de juros do governo brasileiro é desproporcional, pois o Brasil lidera o ranking das maiores taxas de juros do mundo, observando-se que a taxa básica de juros é fixada pelo próprio governo, por intermédio do Copom do Banco Central do Brasil.
O impacto da Reforma da Previdência na vida dos brasileiros e brasileiras é outro tema controverso.  Inúmeros estudos estimam um aumento da desproteção de mulheres e homens, em especial daquelas e daqueles que estão inseridos em ocupações mais precarizadas, informais e de alta rotatividade.   Ao analisar os dados atuais da previdência social, estudiosos estimam que 40,6% de todos os contribuintes urbanos não conseguirão ter acesso à aposentadoria se a carência for elevada de 15 para 25 anos de contribuição. A exclusão seria ainda maior entre as mulheres, pois 56% não poderão aposentar-se por não cumprir o requisito majorado de contribuições.
Efeitos diferenciados entre homens e mulheres é um tema consolidado na literatura internacional de diferenciais de gênero nos sistemas de previdência. Isso se deve ao fato de que as mulheres têm trajetórias laborais marcadas pela divisão sexual do trabalho, a qual impõe menor tempo e anos de dedicação ao mercado de trabalho, maior taxa de desemprego e maior carga de trabalho doméstico e de cuidados não remunerado. Esses estudos são importantes para avaliar os impactos da PEC 287/2016, mas também para demonstrar o efeito diferenciado que uma mudança na previdência pode ter sobre a vida de mulheres, homens, negros e brancos, trabalhadores mais ou menos precarizados.